# 新潟県道40号両津港線
新潟県道40号両津港線（にいがたけんどう40ごう りょうつこうせん）は、新潟県佐渡市を通る県道（主要地方道）である。

## 概要
両津港から国道350号までの約100メートルの区間である。全区間が新潟県道319号赤玉両津港線と重複する。

### 路線データ
- 実延長：96.9 m[1]
- 起点：両津港（新潟県佐渡市両津夷）
- 終点：新潟県佐渡市両津夷（国道350号交点）

## 歴史
- 1993年（平成5年）5月11日 - 建設省から、県道両津港線が両津港線として主要地方道に指定される[2]。

## 路線状況

### 重複区間
- 新潟県道319号赤玉両津港線（両津港（起点） - 夷七ノ町交差点（終点））

## 地理

### 通過する自治体
- 佐渡市

### 交差する道路
- 国道350号（新潟県道45号佐渡一周線・新潟県道319号赤玉両津港線重複）（終点：夷七ノ町交差点）

### 周辺
- 両津湾
  - 両津港（重要港湾・特定港、佐渡汽船が新潟西港間を運航する）
    - 佐渡汽船旅客ターミナル

  - 加茂湖（日本百景）
  - 海上保安庁 第九管区海上保安本部 新潟海上保安部 佐渡海上保安署
- 佐渡警察署両津交番
- 佐渡市役所両津支所（旧・両津市役所）
- 佐渡公共職業安定所
- 佐渡市立両津小学校
- 第四北越銀行両津支店
- 第四北越銀行両津中央支店
- 両津郵便局